# Каржень
Каржень — деревня в Можайском районе Московской области в составе Юрловского сельского поселения. Население — 10 чел. (2010). До 2006 года Каржень входила в состав Ваулинского сельского округа.
Деревня расположена в южной части района, на правом берегу малой речки Карженка (левый приток Протвы), примерно в 17 км к юго-западу от Можайска, высота центра над уровнем моря 198 м. Ближайший населённый пункт — Маланьино в 1,5 км на юго-восток.

## Население
| 2002 | 2006 | 2010 |
| ---- | ---- | ---- |
| 18   | ↘5   | ↗10  |